# Qatar ExxonMobil Open 2000
Il Qatar ExxonMobil Open 2000  è stato un torneo ATP svoltosi a Doha, Qatar. Il torneo è durato dal 3 al 10 gennaio.

## Vincitori

### Singolare maschile
Fabrice Santoro ha battuto in finale  Rainer Schüttler con il punteggio di 3–6, 7–5, 3-0 (Schuettler ritirato)

### Doppio maschile
Mark Knowles /  Maks Mirny hanno battuto in finale  Alex O'Brien /  Jared Palmer con il punteggio di 6–3, 6–4